# Preolímpico de Concacaf de 1984
El Preolímpico de Concacaf de 1984 fue el torneo clasificatorio de fútbol de América del Norte, América Central y el Caribe para los Juegos Olímpicos de Los Ángeles 1984.
Las selecciones calificadas fueron Estados Unidos (por ser el anfitrión), Costa Rica y Canadá.

## Formato
Los equipos se dividieron por sus zonas geográficas correspondientes, zona de Norteamérica, zona de Centroamérica y zona del Caribe.
Irán avanzando en partidos de eliminación directa a visita recíproca y en caso de empate global, jugarán un tercer encuentro. Los ganadores de cada zona califican a la triangular final donde el primer y segundo lugar califican al evento olímpico de fútbol.

## Equipos participantes
- En cursiva las selecciones que participan por primera vez.

| Equipos participantes | Equipos participantes | Equipos participantes | Equipos participantes |
| --------------------- | --------------------- | --------------------- | --------------------- |
| Antigua y Barbuda     | Antillas Neerlandesas | Bahamas               | Bermudas              |
| Canadá                | Costa Rica            | Cuba                  | Estados Unidos        |
| Guatemala             | Honduras              | Jamaica               | México                |
| Surinam               | El Salvador           | Trinidad y Tobago     |                       |

## Zona de Norteamérica

### Primera ronda
| 8 de mayo de 1983 | Canadá                                                             | 6:0 (3:0) | Bermudas | Swangard Stadium, Burnaby                                 |                                                           |
|                   | Felix 22, 50' · Sudeyko 35' · Pakos 40' · Connor 70' · McNally 80' |           |          | Asistencia: 1 400 espectadores Árbitro(s): Angelo Bratsis | Asistencia: 1 400 espectadores Árbitro(s): Angelo Bratsis |

| 15 de mayo de 1983 | Bermudas | 1:1 | Canadá | Estadio Nacional, Hamilton    |                               |
|                    | Dill     |     | Pakos  | Árbitro(s): Eduardo Barrantes | Árbitro(s): Eduardo Barrantes |

| 8 de mayo de 1983 | México                                                                | 6:0 (3:0) | Bahamas | Estadio Toluca 70, Toluca de Lerdo |                               |
|                   | Ruiz 16, 69' · Hermosillo 22, 34' · Frías 62' (pen.) · Valenzuela 87' |           |         | Árbitro(s): José Carlos Ortiz      | Árbitro(s): José Carlos Ortiz |

| 29 de mayo de 1983 | Bahamas | 0:0 | México | Estadio Thomas Robinson, Nasáu                                 |  |
|                    |         |     |        | Asistencia: 5 000 espectadores Árbitro(s): Jorge Mario Ramírez |  |

### Segunda ronda
| 23 de octubre de 1983 | Canadá     | 1:0 (1:0) | México | Royal Athletic Park, Victoria                           |                                                         |
|                       | Martin 24' |           |        | Asistencia: 8 500 espectadores Árbitro(s): Robert Evans | Asistencia: 8 500 espectadores Árbitro(s): Robert Evans |

| 6 de noviembre de 1983 | México                | 2:1 (0:1) | Canadá       | Estadio Toluca 70, Toluca de Lerdo                      |                                                         |
|                        | Osorio 53' · Ruiz 79' |           | Garraway 19' | Asistencia: 12 000 espectadores Árbitro(s): David Socha | Asistencia: 12 000 espectadores Árbitro(s): David Socha |

| 20 de diciembre de 1983 | Canadá   | 1:0 (0:0) | México | Lockhart Stadium, Fort Lauderdale                        |                                                          |
|                         | Gray 61' |           |        | Asistencia: 1 200 espectadores Árbitro(s): Rómulo Méndez | Asistencia: 1 200 espectadores Árbitro(s): Rómulo Méndez |

## Zona de Centroamérica

### Primera ronda
| 11 de mayo de 1983 | Honduras | 0:1 (0:0) | Costa Rica  | Estadio Nacional, Tegucigalpa                            |                                                          |
|                    |          |           | Guardia 75' | Asistencia: 45 000 espectadores Árbitro(s): John Meachin | Asistencia: 45 000 espectadores Árbitro(s): John Meachin |

| 18 de mayo de 1983 | Costa Rica                       | 3:2 (0:2) | Honduras                | Estadio Nacional, San José                                |                                                           |
|                    | Coronado 54, 85' · Chavarría 75' |           | Mendoza 31' · Suazo 43' | Asistencia: 28 000 espectadores Árbitro(s): Joaquín Urrea | Asistencia: 28 000 espectadores Árbitro(s): Joaquín Urrea |

| 22 de mayo de 1983 | El Salvador | 0:2 (0:2) | Guatemala                 | Estadio Cuscatlán, San Salvador                              |                                                              |
|                    |             |           | Pérez 24' · Fernández 27' | Asistencia: 22 000 espectadores Árbitro(s): Charles Marshall | Asistencia: 22 000 espectadores Árbitro(s): Charles Marshall |

| 25 de mayo de 1983 | Guatemala                                      | 4:0 (2:0) | El Salvador | Estadio Mateo Flores, Ciudad de Guatemala                      |                                                                |
|                    | Paredes 21, 26' · Sánchez 51' · Monterroso 80' |           |             | Asistencia: 45 000 espectadores Árbitro(s): Howard Krollfeifer | Asistencia: 45 000 espectadores Árbitro(s): Howard Krollfeifer |

### Segunda ronda
| 23 de octubre de 1983 | Costa Rica   | 1:0 (0:0) | Guatemala | Estadio Nacional, San José                                          |                                                                     |
|                       | Williams 85' |           |           | Asistencia: 29 355 espectadores Árbitro(s): Antonio Márquez Ramírez | Asistencia: 29 355 espectadores Árbitro(s): Antonio Márquez Ramírez |

| 30 de octubre de 1983 | Guatemala  | 1:1 (0:1) | Costa Rica | Estadio Mateo Flores, Ciudad de Guatemala                  |                                                            |
|                       | Méndez 67' |           | Solano 41' | Asistencia: 46 812 espectadores Árbitro(s): Edward Bellion | Asistencia: 46 812 espectadores Árbitro(s): Edward Bellion |

## Zona del Caribe

### Ronda preliminar
| 16 de enero de 1983 | Antigua y Barbuda | 0:1 | Barbados | Antigua Recreation Ground, Saint John |  |

| 23 de enero de 1983 | Barbados | 2:1 | Antigua y Barbuda | Estadio Nacional de Barbados, Bridgetown |  |

| 17 de febrero de 1983 | Jamaica | 0:1 (0:0) | Cuba      | Jarett Park, Montego Bay |  |
|                       |         |           | Núñez 49' |                          |  |

| 27 de febrero de 1983 | Cuba                                       | 4:1 (3:1) | Jamaica    | Estadio Pedro Marrero, La Habana |                         |
|                       | Delgado 8, 30' · Hernández 26' · Núñez 76' |           | Murray 35' | Árbitro(s): Berny Ulloa          | Árbitro(s): Berny Ulloa |

### Primera ronda
| 27 de marzo de 1983 | Cuba                     | 2:0 (0:0) | Barbados | Estadio Pedro Marrero, La Habana |                           |
|                     | Núñez 74' · González 88' |           |          | Árbitro(s): Phillip Clark        | Árbitro(s): Phillip Clark |

| 10 de abril de 1983 | Barbados | 0:0 | Cuba | Estadio Nacional de Barbados, Bridgetown |  |

### Segunda ronda
| 29 de mayo de 1983 | Surinam | 1:0 | Cuba | Estadio André Kamperveen, Paramaribo |  |

| 12 de junio de 1983 | Cuba | 3:0 | Surinam | Estadio Pedro Marrero, La Habana |  |

| 5 de agosto de 1983 | Trinidad y Tobago | 1:0 | Antillas Neerlandesas | Arima Municipal Stadium, Arima |  |

| 28 de agosto de 1983 | Antillas Neerlandesas | 0:0 | Trinidad y Tobago | Centro Deportivo Korsou, Willemstad |  |
|                      |                       |     |                   | Árbitro(s): Frederick Hoyte         |  |

### Tercera ronda
| 25 de noviembre de 1983 | Cuba | 2:0 | Trinidad y Tobago | Estadio Pedro Marrero, La Habana |  |

| 9 de diciembre de 1983 | Trinidad y Tobago | 2:0 | Cuba | Estadio Nacional, Puerto España |  |

| 20 de diciembre de 1983 | Cuba        | 1:0 (0:0) | Trinidad y Tobago | Estadio Nacional, San José                                      |                                                                 |
|                         | Delgado 84' |           |                   | Asistencia: 4 226 espectadores Árbitro(s): Jorge Alberto Leanza | Asistencia: 4 226 espectadores Árbitro(s): Jorge Alberto Leanza |

## Ronda final
| Equipo     | Pts. | PJ | PG | PE | PP | GF | GC | Dif |
| ---------- | ---- | -- | -- | -- | -- | -- | -- | --- |
| Costa Rica | 5    | 4  | 1  | 3  | 0  | 1  | 0  | 1   |
| Canadá     | 4    | 3  | 1  | 2  | 0  | 3  | 0  | 3   |
| Cuba       | 1    | 3  | 0  | 1  | 2  | 0  | 4  | -4  |

| 2 de marzo de 1984 | Costa Rica   | 1:0 (0:0) | Cuba | Estadio Nacional, San José                              |                                                         |
|                    | Coronado 85' |           |      | Asistencia: 22 386 espectadores Árbitro(s): David Socha | Asistencia: 22 386 espectadores Árbitro(s): David Socha |

| 16 de marzo de 1984 | Cuba | 0:0 | Costa Rica | Estadio Pedro Marrero, La Habana                                    |  |
|                     |      |     |            | Asistencia: 17 000 espectadores Árbitro(s): Enrique Mendoza Guillén |  |

| 1 de abril de 1984 | Costa Rica | 0:0 | Canadá | Estadio Nacional, San José                                         |  |
|                    |            |     |        | Asistencia: 12 790 espectadores Árbitro(s): Marco Antonio Dorantes |  |

| 14 de abril de 1984 | Canadá                     | 3:0 (1:0) | Cuba | Royal Athletic Park, Victoria                              |                                                            |
|                     | Sweeney 17, 81' · Gray 62' |           |      | Asistencia: 6 000 espectadores Árbitro(s): Gus Constantine | Asistencia: 6 000 espectadores Árbitro(s): Gus Constantine |

| 18 de abril de 1984 | Canadá | 0:0 | Costa Rica | Royal Athletic Park, Victoria                             |  |
|                     |        |     |            | Asistencia: 5 000 espectadores Árbitro(s): Angelo Bratsis |  |

| 25 de abril de 1984 | Cuba | - | Canadá | Estadio Pedro Marrero, La Habana |  |

|                               |
| Bandera de Costa Rica         |
| Campeón Costa Rica 2.º título |

## Calificados
| Bandera de Estados Unidos | Bandera de Costa Rica | Bandera de Canadá |
| Estados Unidos            | Costa Rica            | Canadá            |
| Anfitrión                 | 1.° puesto            | 2.° puesto        |

## Estadísticas
| Pos. | Equipo                | Pts | PJ | PG | PE | PP | GF | GC | Dif. | Rend. |
| ---- | --------------------- | --- | -- | -- | -- | -- | -- | -- | ---- | ----- |
| 1    | Costa Rica            | 12  | 8  | 4  | 4  | 0  | 7  | 3  | 4    | 75%   |
| 2    | Canadá                | 11  | 8  | 4  | 3  | 1  | 13 | 3  | 10   | 68.8% |
| 3    | Cuba                  | 14  | 11 | 6  | 1  | 4  | 13 | 8  | 5    | 63.6% |
| 4    | México                | 5   | 5  | 2  | 1  | 2  | 8  | 3  | 5    | 50%   |
| 5    | Guatemala             | 5   | 4  | 2  | 1  | 1  | 7  | 2  | 5    | 62.5% |
| 6    | Barbados              | 5   | 4  | 2  | 1  | 1  | 3  | 3  | 0    | 62.5% |
| 7    | Trinidad y Tobago     | 5   | 5  | 2  | 1  | 2  | 3  | 3  | 0    | 50%   |
| 8    | Surinam               | 2   | 2  | 1  | 0  | 1  | 1  | 3  | -2   | 50%   |
| 9    | Antillas Neerlandesas | 1   | 2  | 0  | 1  | 1  | 0  | 1  | -1   | 25%   |
| 10   | Bermudas              | 1   | 2  | 0  | 1  | 1  | 1  | 7  | -6   | 25%   |
| 11   | Bahamas               | 1   | 2  | 0  | 1  | 1  | 0  | 6  | -6   | 25%   |
| 12   | Honduras              | 0   | 2  | 0  | 0  | 2  | 2  | 4  | -2   | 0%    |
| 13   | Antigua y Barbuda     | 0   | 2  | 0  | 0  | 2  | 1  | 3  | -2   | 0%    |
| 14   | Jamaica               | 0   | 2  | 0  | 0  | 2  | 1  | 5  | -4   | 0%    |
| 15   | El Salvador           | 0   | 2  | 0  | 0  | 2  | 0  | 6  | -6   | 0%    |